# Corynorhynchus subtilis
Corynorhynchus subtilis är en insektsart som beskrevs av Liana 1980. Corynorhynchus subtilis ingår i släktet Corynorhynchus och familjen Proscopiidae. Inga underarter finns listade i Catalogue of Life.